# Кужелев, Николай Фёдорович
Николай Фёдорович Кужелев (01.01.1916 — 01.11.1990) — помощник командира взвода 44-й отдельной разведывательной роты (42-й гвардейской стрелковой дивизии 40-й армии 2-й Украинский фронт), гвардии старшина, участник Великой Отечественной войны, кавалер ордена Славы трёх степеней.

## Биография
Родился 1 января 1916 года в селе Александровка (ныне Моршанского района Тамбовской области России) в семье крестьянина. Русский. Окончил 4 класса. С 14 лет трудился в колхозе. С 1934 года работал коногоном на шахте в Донбассе. В 1937 году вернулся домой, в свой колхоз. 
В ноябре 1939 года был призван в Красную армию. В боях Великой Отечественной войны с августа 1941 года. К началу 1944 года старшина Кужелев воевал в рядах 42-й гвардейской стрелковой дивизии, был помощником командира взвода конной разведки 42-й гвардейской стрелковой дивизии.
19 марта 1944 года старшина Кужелев во главе группы разведчиков ворвался в село Лозовое (ныне Могилёв-Подольского района Винницкой области, Украина) и в стычке с вражескими сапёрами, пытавшимися взорвать мост через реку, уничтожил 4 гитлеровцев, обратив остальных в бегство. Уцелевший мост позволил с ходу продвинуться вперёд наступавшим частям. 21 марта 1944 года взвод конной разведки во главе с Кужелевым внезапно атаковал позицию противника юго-западнее города Слободище (Житомирская область). В бою 8 гитлеровцев было убито и 2 взяты в плен.
Приказом по частям 42-й гвардейской стрелковой дивизии от 18 мая 1944 года (№ 46/н) старшина Кужелев Николай Фёдорович награждён орденом Славы 3-й степени.
24 августа 1944 года в составе взвода конной разведки старшина Кужелев отличился в бою у населённого пункта Цибукань-де-Сус (Молдавия). После окружения противника разведчики разоружили большую группу солдат и захватили богатые трофеи: до 900 пленных, 1200 лошадей и около 400 повозок с военным имуществом, в т. ч. миномёты, орудия разного калибра.
Приказом по войскам 40-й армии от 20 сентября 1944 года ( № 103/н) старшина Кужелев Николай Фёдорович награждён орденом Славы 2-й степени.
4 сентября 1944 года в районе населённого пункта Дердьо, Тэлдьешь (Венгрия) старшина Кужелев в составе разведгруппы скрытно подобрался к расположению противника и захватил в плен 2 вражеских солдат, впоследствии давших ценные сведения об узле сопротивления. В феврале 1945 года был тяжело ранен. Около года лечился в госпиталях в городах Дебрецен (Венгрия), Москва. Здесь встретил День Победы.
Указом Президиума Верховного Совета СССР от 28 апреля 1945 года гвардии старшина Кужелев Николай Фёдорович награждён орденом Славы 1-й степени. Стал полным кавалером ордена Славы.
В ноябре 1945 года старшина Кужелев был демобилизован по ранению. 
В январе 1946 года приехал на постоянное место жительство в село Благодарное (ныне село Келдемурат Урджарского района Восточно-Казахстанская область). Работал заведующим складом артели инвалидов имени Мамонтова, охранником, возчиком в разных организациях района. С 1973 года и до выхода на пенсию - кочегар-котельщик колхоза «Красный партизан» Макенчинского района.
В 1980 годы переехал в город Каскелен, ныне центр Карасайского района Казахстана. Скончался 1 ноября 1990 года.
Похоронен в Каскелене.

## Награды
- Орден Отечественной войны I степени (6.04.1985)[3]
- Орден Славы 1-й степени (28.04.1945)[4]
- Орден Славы 2-й степени (20.09.1944)[5]
- Орден Славы 3-й степени (18.05.1944)[6]
- Медаль «В ознаменование 100-летия со дня рождения Владимира Ильича Ленина» (6 апреля 1970)
- Медаль «За победу над Германией в Великой Отечественной войне 1941—1945 гг.» (9 мая 1945[7])
- Юбилейная медаль «Двадцать лет Победы в Великой Отечественной войне 1941—1945 гг.» (7 мая 1965[8])
- Юбилейная медаль «Тридцать лет Победы в Великой Отечественной войне 1941—1945 гг.»[9]
- Медаль «Сорок лет Победы в Великой Отечественной войне 1941—1945 гг.»[10]
- Юбилейная медаль «50 лет Победы в Великой Отечественной войне 1941—1945 гг.»[11]
- Медаль «Ветеран труда»
- Юбилейная медаль «50 лет Вооружённых Сил СССР» (26 декабря 1967[12])
- Юбилейная медаль «60 лет Вооружённых Сил СССР» (28 января 1978[13])
- Знак «25 лет победы в Великой Отечественной войне» (1970)

## Память
В Каскелене на могиле установлен надгробный памятник.